# Pomarea nukuhivae
Pomarea nukuhivae е изчезнал вид птица от семейство Monarchidae.

## Разпространение
Видът е разпространен във Френска Полинезия.